# Râul Ierul Îngust
Râul Ierul Îngust este un curs de apă, afluent al râului Ier.